# Petar Dundov

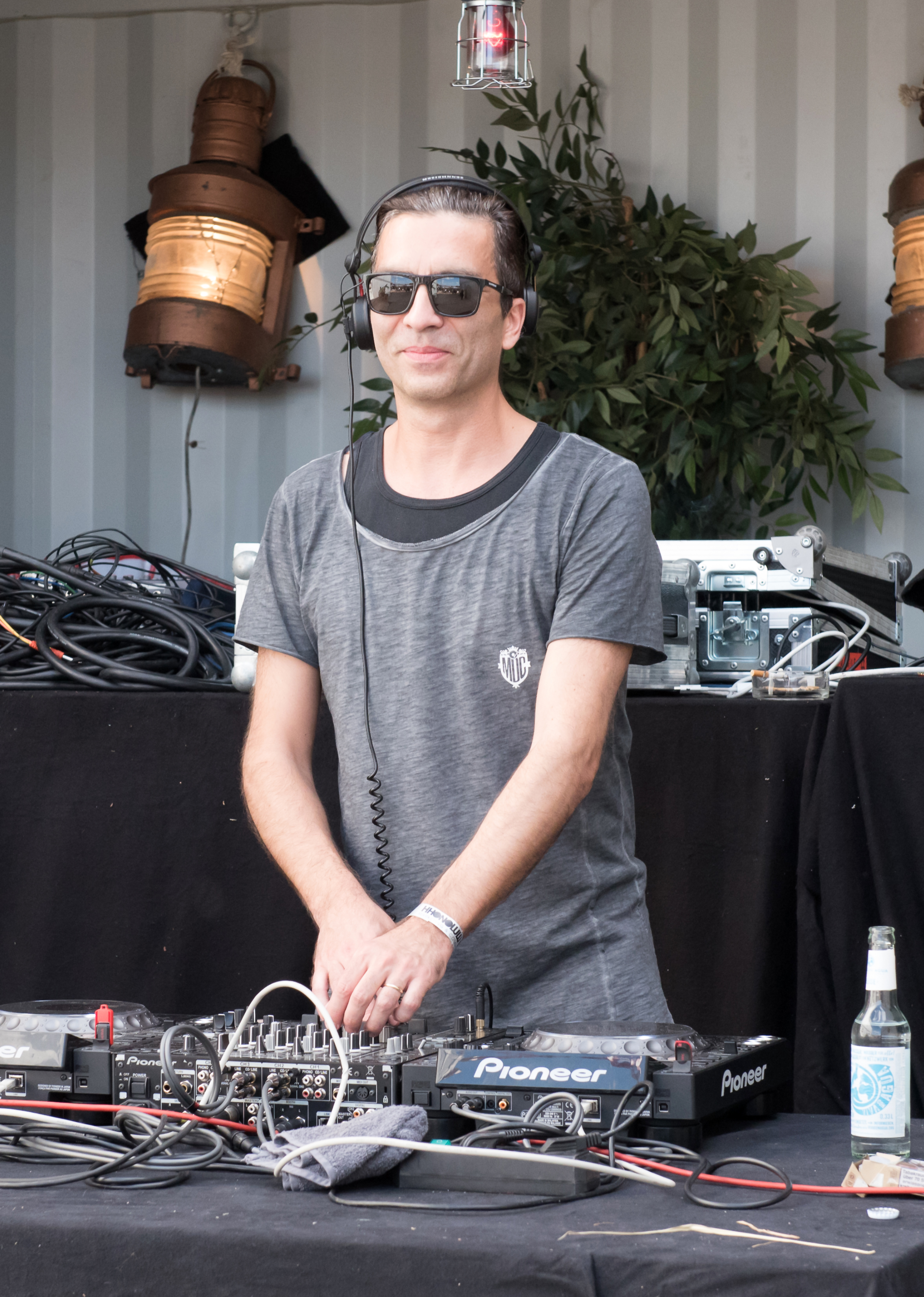
Petar Dundov beim Surf & Skate Festival in Hamburg 2017

Petar Dundov (* 1973 in Zagreb) ist ein Techno-Produzent aus Kroatien.

## Leben
Bereits im Jahre 1993 komponierte er eine Hymne für die erste kroatische Rave-Party "Under City Rave", die kurz darauf als seine erste 12"-Single auf „Formaldehyd Records“ in Berlin veröffentlicht wurde. Unter dem Projektnamen „Silent Treatment“ veröffentlichen Dundov und Pascal F.E.O.S.  im Jahr 2000 die gleichnamige Maxi.
Dundov ist auch für seine zahlreichen Remixe und Zusammenarbeiten mit internationalen Künstlern bekannt. Neben seiner Tätigkeit als Produzent tritt Dundov auch als internationaler Live Act auf. Ein besonderes Merkmal in seinen Produktionen sind durchgängige Melodien, sein Stil bewegt sich meistens in den Bereichen Electronica, Techno und Trance. Sein zweites Album „Ideas From The Pond“ wurde von den beiden Zeitschriften Groove  und Raveline durchgängig positiv bewertet. Für sein drittes Album „Sailing Off The Grid“ im Jahre 2013 verwendete er unter anderem auch analoge Synthesizer-Musik und Modularsysteme. Bemerkenswert sind auch seine Tracks wie beispielsweise „Distant Shores“ und „Oasis“, die in der Szene oft als „Hymnen“ bezeichnet werden.

## Diskografie (Auswahl)
Alben
- (Als Brother’s Yard) - Reaction, PV (1999)
- (Als Brother’s Yard) - Mareta, Absense (1997)
- Sculptures 1-3, (2001)
- Escapements, (2008)
- Ideas From The Pond (2012)
- Sailing Off The Grid (2013)
- At The Turn Of Equilibrium (2016)

Singles
- Pascal F.E.O.S. & Petar Dundov Aka Brother’s Yard - Sidechained (12")  PV,  2000
- Henze & Dundov - Bamboo (Federation Of Drums), 2001
- Pascal F.E.O.S. & Petar Dundov - PV Lab. Com. 3.4 , 2001
- Steve Rachmad & Petar Dundov - Amsterdam Session (Music Man Records), 2003
- Horns in Thoms - Cocoon Compilation C, 2002
- Oasis (Music Man Records), 2008
- Sparkling Stars (Music Man Records), 2008
- Distant Shores (Music Man Records), 2010
- Marc Romboy & Petar Dundov - Dimension D EP Systematic, 2018
- Sebastian Mullaert & Petar Dundov - Overtone/Kikaqu (Cocoon Recordings)
- Gregor Tresher & Petar Dundov - Ghostmachine, 2021

### Remixe
- Alan Fitzpatrick - Reflections
- Gregor Tresher - The Life Wire
- Marco Bailey - Capture 6
- Toni Rios - Un Hueno
- Pascal FEOS - I can feel
- Dominik Eulberg - Der Tanz Der Gluehwuermchen
- Patrice Bäumel - Vapour (Petar Dundov Mix)